# 2e Leger (Japan)
Het Japanse Tweede Leger (Japans:第2軍, Dai-ni gun) was een leger van het Japanse Keizerlijke Leger. Dit leger werd op vier verschillende momenten gemobiliseerd en ontbonden. Bij zijn overgave in augustus 1945 bevond het leger zich op het eiland Celebes.

## Eerste Chinees-Japanse Oorlog
Het Japanse Tweede Leger werd opgericht tijdens de Eerste Chinees-Japanse Oorlog van 27 september 1894 tot 14 mei 1895 en stond onder bevel van generaal Ōyama Iwao. Op 31 mei 1895 werd het ontbonden. 

## Russisch-Japanse Oorlog
Het werd opnieuw ingezet in de Russisch-Japanse Oorlog van 6 maart 1904 tot 2 januari 1906 onder bevel van generaal Oku Yasukata. Het 2e leger vocht in de Slag bij  Nanshan, de Slag bij Te-Li-Ssu, de Slag bij Tashihchiao, de Slag bij Shaho, de Slag bij Liaoyang, de Slag bij Sandepu en de beslissende Slag bij Mukden. 

## Tweede Chinees-Japanse Oorlog
Het 2e leger werd in de Tweede Chinees-Japanse Oorlog opnieuw gemobiliseerd op 23 augustus 1937 onder bevel van de Legergroep Noord-China als versterking van de Japanse legers in China na het Marco Polobrugincident. Het 2e leger vocht in de Slag bij Beijing-Tianjin, de Tianjin–Pukou Railway Operation, de Slag bij Xuzhou en de Slag bij Taierzhuang. Het werd gedemobiliseerd op 15 december 1938.

## Tweede Wereldoorlog
Het 2e leger werd tijdens de Tweede Wereldoorlog opnieuw geactiveerd op 4 juli 1942 onder bevel van de 1e Legergroep (Japan) in Mantsjoekwo. Het ging over naar de 2e Legergroep op 30 oktober 1943. Op 30 juni 1945 ging het over naar het Zuidelijk Leger met basis te Sulawesi.